# Route nationale 192 (Italie)
Pour les articles homonymes, voir Route nationale 192 (homonymie).
La route nationale 192 della Valle del Dittaino (SS 192) est une route nationale italienne qui relie Enna à Catane en traversant entièrement la vallée de Dittaino dont elle tire son nom et, dans le dernier tronçon, la plaine de Catane.

## Description
La route part de la route nationale 117bis près de la sortie d'Enna de l'A19 Palerme-Catane. Depuis les pentes d'Enna, la route nationale commence à descendre vers la vallée, rejoignant, pour le premier tronçon, l'A19 et la ligne Palerme-Catane, le long du lit de la rivière Dittaino, suivant un itinéraire légèrement incurvé.
En entrant dans la vallée du Dittaino, la route forme une route droite et atteint l'agglomération industrielle de Dittaino, le carrefour et la gare de Dittaino. Après avoir lancé la SP 21 pour Agira, la route atteint Catenanuova, la dernière ville de la province d'Enna. De là commence la SP 23 bis pour Regalbuto et le lac Pozzillo.
Lorsque la route atteint la plaine de Catane, l'on trouve le carrefour de Iannarello, d'où part la route nationale 288. Après avoir rejoint la route nationale 417, l'itinéraire atteint la périphérie sud-ouest de Catane ; après un rond-point qui le relie à l'Asse attrezzato di Catania (route à 2 x 2 voies) vers le nord-ouest et à l'axe de desserte vers le sud-est, l'itinéraire se termine au début du quartier catanais Zia Lisa. La route fait partie de la liaison routière Palerme-Catane avec la SS 121 Catanese, et liée par un tronçon d'environ 2,5 km de la SS 117 bis.

### Parcours
| della Valle del Dittaino |                                                                              |      |          |
| Type                     | Indication                                                                   | ↓km↓ | Province |
|                          | Centrale Sicula                                                              | 0,0  | EN       |
|                          | Calderari                                                                    | 7,0  | EN       |
|                          | pour Mulinello, Leonforte                                                    | 11,3 | EN       |
|                          | pour Valguarnera Caropepe                                                    | 12,2 | EN       |
|                          | Zone industriel de Dittaino pour Assoro                                      | 19,2 | EN       |
|                          | pour Sicilia Outlet Village, Agira                                           | 19,5 | EN       |
|                          | Cuticchi pour Agira                                                          | 24,5 | EN       |
|                          | pour Raddusa                                                                 | 25,4 | EN       |
|                          | pour Libertinia, Castel di Judica                                            | 30,5 | CT       |
|                          | Palerme-Catane (échangeur de Catenanuova)                                    | 43,5 | EN       |
|                          | Catenanuova                                                                  | 43,7 | EN       |
|                          | Ligne de Palerme à Catane                                                    | 44,3 | EN       |
|                          | pour Catenanuova                                                             | 44,4 | EN       |
|                          | pour Biancavilla, Adrano                                                     | 50,5 | EN       |
|                          | Sferro pour Castel di Judica                                                 | 55,7 | CT       |
|                          | pour Paternò                                                                 | 56,6 | CT       |
|                          | Palerme-Catane (échangeur de Sferro-Gerbini)                                 | 58,5 | CT       |
|                          | pour Paternò                                                                 | 61,1 | CT       |
|                          | Ligne de Palerme à Catane                                                    | 61,2 | CT       |
|                          | Bivio Iannarello di Aidone pour Palagonia                                    | 64,3 | CT       |
|                          | fleuve Simeto                                                                | 71,7 | CT       |
|                          | pour Paternò                                                                 | 72,6 | CT       |
|                          | Ligne de Palerme à Catane                                                    | 73,3 | CT       |
|                          | Palerme-Catane (échangeur de Motta Sant'Anastasia) pour Motta Sant'Anastasia | 73,7 | CT       |
|                          | Village de l'OTAN                                                            | 76,0 | CT       |
|                          | pour Motta Sant'Anastasia                                                    | 79,4 | CT       |
|                          | di Caltagirone                                                               | 80,5 | CT       |
|                          | Axe équipé de Catane Axe de service de Catane                                | 84,0 | CT       |
|                          | Centre commercial                                                            | 84,5 | CT       |
|                          | Catane Zia Lisa Orientale Sicula                                             | 86,4 | CT       |